# Рогачево
Рога́чево (болг. Рогачево) — село в Добрицькій області Болгарії. Входить до складу общини Балчик.

## Населення
За даними перепису населення 2011 року у селі проживали 217 осіб.
Національний склад населення села:
| Національність   | Кількість осіб | Відсоток |
| ---------------- | -------------- | -------- |
| болгари          | 196            | 91,2%    |
| турки            | 0              | 0%       |
| цигани           | 0              | 0%       |
| інша             | 19             | 8,8%     |
| не визначились   | 0              | 0%       |
| Всього відповіли | 215            |          |

Розподіл населення за віком у 2011 році:
Динаміка населення: